# جيك ستيوارت
جيك ستيوارت (بالإنجليزية: Jake Stuart) (20 نوفمبر 1991 بجزر كوك في نيوزيلندا - ) هو لاعب كرة قدم نيوزلندي في مركز الدفاع. شارك مع منتخب جزر كوك لكرة القدم.

## وصلات خارجية
- جيك ستيوارت على موقع قاعدة بيانات كرة القدم.إي يو (الإنجليزية)
- جيك ستيوارت على موقع ناشيونال فوتبول تيمز (الإنجليزية)
- جيك ستيوارت على موقع Soccerway.com (الإنجليزية)